# تپه پنج چاهی ۳–۲
تپه پنج چاهی ۳–۲ مربوط به عصر مس - عصر آهن - دوره اشکانیان است و در شهرستان دورود، بخش سیلاخور، دهستان چالانچولان، ۱ کیلومتری شمال شرقی (زرگران علیا) واقع شده و این اثر در تاریخ ۲۸ شهریور ۱۳۸۶ با شمارهٔ ثبت ۱۹۵۳۱ به‌عنوان یکی از آثار ملی ایران به ثبت رسیده است.